# Tana Umaga
Tana Umaga, född 27 maj 1973 i Lower Hutt, Wellington, Nya Zeeland, nyzeeländsk rugbyspelare.